# Diana Sujew
Diana Sujew (Riga, 2 novembre 1990) è una mezzofondista tedesca.

## Palmarès
| Anno | Manifestazione    | Sede           | Evento          | Risultato  | Prestazione | Note |
| ---- | ----------------- | -------------- | --------------- | ---------- | ----------- | ---- |
| 2008 | Mondiali juniores | Bydgoszcz      | 1500 m piani    | Batteria   | 4'21"82     |      |
| 2008 | Mondiali juniores | Bydgoszcz      | 3000 m siepi    | Batteria   | 10'50"87    |      |
| 2012 | Europei           | Helsinki       | 1500 m piani    | Argento    | 4'09"28     |      |
| 2013 | Europei indoor    | Göteborg       | 1500 m piani    | Batteria   | 4'17"27     |      |
| 2013 | Mondiali          | Mosca          | 1500 m piani    | Batteria   | 4'09"40     |      |
| 2014 | Europei           | Zurigo         | 1500 m piani    | 8ª         | 4'08"63     |      |
| 2015 | World Relays      | Nassau         | Staffetta mista | 5ª         | 11'06"14    |      |
| 2016 | Giochi olimpici   | Rio de Janeiro | 1500 m piani    | Semifinale | 4'10"15     |      |
| 2017 | Universiadi       | Taipei         | 1500 m piani    | 7ª         | 4'21"72     |      |
| 2018 | Mondiali indoor   | Birmingham     | 1500 m piani    | Batteria   | 4'10"64     |      |
| 2018 | Europei           | Berlino        | 1500 m piani    | Batteria   | 4'12"08     |      |

## Altre competizioni internazionali
2014
- Campionati europei a squadre di atletica leggera ( Braunschweig)